# Fred Baker
Fred Baker, död 2008, var en brittisk serieskapare och manusförfattare till flera populära fotbollsserier. De inkluderade Benny Guldfot, Fotbollsfantasten, Durrell's Palace, Super-Mac och Bullen, alla kända från serietidningen Buster.